# NGC 6248
NGC 6248 é uma galáxia espiral barrada (SBcd) localizada na direcção da constelação de Draco. Possui uma declinação de +70° 21' 22" e uma ascensão recta de 16 horas, 46 minutos e 22,3 segundos.
A galáxia NGC 6248 foi descoberta em 11 de Agosto de 1885 por Lewis A. Swift.